# キャスパリーグ
キャスパリーグ（ウェールズ語: Cath Palug、ウェールズ南部発音：キャス・パリーグ。北部発音：キャス・パリューグ。）は、ウェールズの伝承文学（アーサー王伝説）に登場する怪猫。フランス文学では、シャパリュ（Chapalu）等と称する。

## ウェールズの伝承

### 三題詩
ウェールズの三題詩によれば、もとはヘンウェン「老白」という名の雌豚から生まれた子猫。
この豚の出産はブリテン島に凶事をもたらすと予言されたため、コーンウォルの豚飼いが、ウェールズ北端まで追跡し、豚が出産した子猫をメナイ海峡に投棄した。。海峡を隔てたアングルシー島（ウェールズ語モーン。ラテン式モーナ）のパリーグの息子らが子猫を拾い育て、成長した猫は災禍となった（「ブリテン島の三人の強大な豚飼いたち」）。

### 門番は何者か
ウェールズの古い断片詩『門番は何者か』によれば、ウェールズ語でモーンと呼ばれる地（アングルシー島）に、カイ（=ケイ卿）が獅子(?)退治に出かけ、キャスパリーグと戦っている。180人の戦士が怪物の犠牲になったという。

### 磨きぬかれた盾
古詩「門番は何者か」では、カイ（ケイ卿）の盾についての文節(ウェールズ語: Y iscuid oet mynud)が従来意味不詳で、様々な解釈で訳されてきた。しかしこれを「その盾は磨き抜かれていた」とするのが、ランベス本（以下#ランベス本に詳述）のガラスの盾の逸話に照らした近年の解釈であるちなみに、エドムンド・スペンサーの『妖精の女王』でも、アーサーは光輝く《不壊の盾》を持っている。

## 推移
ケイからアーサーへ
後年でも、スコットランドの史家ジョン・オヴ・フォーダン(1384年没)が、ケイ卿が倒した「猫の爪痕」が残されたというダンバー城近辺の大岩について、老婆よりの伝聞として記載する。
しかし、アーサー王が大猫が戦ったという記述が複数の文献にみられるようになる。その代表例ともいうべきはいわゆる流布本系『メルラン物語』である。ここでは猫名はなく通称「ローザンヌの湖の猫」、ないし「悪魔猫」などと呼ばれるが、「キャスバリーグ」に通じる大猫と解釈される。
このようにアーサー王物語群）では、スイス・アルプスのローザンヌの湖に出現した大猫退治（#流布本系）、またはコーンウォルの狩場園での野生の猫退治の話となっている。
アーサー死亡説
だがその逆、つまりシャパリュ（猫パリュ）、という怪物によってアーサー王は殺されてしまったという通俗話もフランス人のあいだでは敷衍したらしく、そのことをフランス人の虚言だとしたのが、ノルマン朝英国圏（つまりノルマンディーを含む）の詩人、クタンスのアンドレによるアングロ＝ノルマン詩『フランス人物語』である（⇒#アングロ＝ノルマン詩）。
アーサー王や円卓騎士たち以外
他にもいわゆるブルターニュもののジャンル外の騎士道物語や、史書として書かれた文献にも、アーサーがシャパリュと戦ったとする言及が見られる。なかには、アーサー王や円卓の騎士以外の人物がシャパリュと戦ったと記述される。
中世後期のフランス語散文『オジエ物語』によれば、アーサー王が住まう妖精郷アヴァロンでオジエ・ル・ダノワが戦いを余儀なくされたシャパリュは、怪猫ではなくリュタン（妖精の一種）の王である。またフランス語史書によればオジエは単にシャパリュという野生の猫を駆除したと説明する（#オジエ参照）。
また、シャルルマーニュ伝説群（フランスもの）に属する武勲詩（⇒#ロキフェル）では、シャルル王の息子ルイ敬虔王の後見役オランジュ・ド・ギヨームの妻（もと異教徒）の兄弟レヌアールが主人公で、シャパリュと戦っている。

## アーサー伝説

### 流布本系
アーサー王の散文物語群の一篇『メルラン物語』（＝「マーリンの物語」）に登場する怪猫は、名称は明記されないものの、やはりキャスパリーグの伝承に由来するものとみなされている。
『メルラン物語』終盤「ローザンヌの湖の悪魔猫」の章のあらましは、以下のとおりである：
（アーサーがローザンヌの土地に来たおりから）時さかのぼること四年前、ローザンヌの湖にある漁師が網を仕掛けると、30スーの価値ある魚を捕えた。しかし神に供物するのを惜しみ、二匹目がさらに立派だとこれも惜しくなった。三匹目にかかったのは真っ黒い子猫だった。これを飼っているとネズミを捕ってよく働いたが、そのうち主人や妻を食い殺して野放しになってしまった。アーサーらは一同は山を登り、その猫がねぐらとする洞穴にいき、マーリンが甲高い口笛で誘い出した。猫は獲物だと思ってアーサーに飛びかかり、かざした槍の鉄先にかぶりついて折ってしまう。王は、その剣で頭上まっただなかに斬りつけたが、皮は切れども頭は無事で、猫は面食らって地面に退いただけだった。定本では、このときの剣は名指しされていないが、異本ではエスカリボールである。

アーサーの帷子は鎖は300も砕け、鮮血が流れて深手を負った。だが猫の前爪が盾にめり込むと抜けなくなり、王は両の前足を切り落とした。猫はなおも後爪を帷子にかけて喉元に食らいつこうとしたが、アーサーは後足も切り落として怪物をやっつけることができた。アーサーは、猫の前足がついたままの盾と、後ろ足がついたままの帷子（オーベルク）を櫃に収めて保管させた。また、この「湖の山」を「猫の山」(li mons du chat)と改名させた。
この作品は、中英語訳『中英語散文マーリン』もあり、同じ怪猫が登場する。

### ランベス本
また、中英語で書かれた15世紀頃の物語では、アーサー王がコーンウォルの狩場園で野生の猫を退治する（ランベス84写本のアーサー伝説逸話）。このときアーサーは、「ガラスの盾」を用意させ、惑わされた猫どもは自分の影（鏡に投影された自分の姿か）と戦って、王は駆除に成功した。

## 他の作品群での言及
アーサー王伝説に属さない作品でも、アーサー王と怪猫との戦闘に言及したものが数例あり、19世紀以降の学者もこれらをまとめて考察する場合が多い。

### マヌエルとアマンデ
12世紀のドイツ詩の断片、仮題『マヌエルとアマンデ』の主役はギリシア皇帝マヌエルとエスパニア王女アマンデであるが、二人の挙式はアーサー王の立ち合いのもとでおこなわれ、そしてアーサー王の死についても言及されている、王の死は魚でもあり、猫の姿もした怪異のしわざだとされている。おそらくこれにはフランス語による原作があったものと想像される。
そしてそれは、広く知られる散文『メルラン物語』でアーサーが大猫と戦ったエピソードの異聞を収めるものの、それとは違ってアーサーの死という恥辱の形で歌ったものだと指摘される。

### アングロ＝ノルマン詩
このようなアーサー王に対する不名誉な記述に対し、フランス人による讒言だと反論を唱えているのが、アンドレ・ド・クタンス作のアングロ＝ノルマン詩『フランス人物語』(13世紀)であり、「フランス人がくだらない歌をつくり、アーサー王はカパリュ（パリュ猫）によって池に突き飛ばされ、戦って殺され、バリュ猫はイギリスにわたって王冠を手にしたなどというが、そんなことは、神に証明される嘘っぱちである」、と（英国びいきのノルマン人の観点から）述べている。

### カタルーニャの騎士道物語
またカタルーニャ語最古の騎士道物語『騎士シファールの書』において、登場人物たちは自分たちの境遇をアーサー王が「ガト・パウル（パウル猫）」と対峙したときの危機となぞらえているが、これはローザンヌで大猫と戦ったことの言及とみなされる。

### ガルラン・ド・ブルターニュ
『ガルラン・ド・ブルターニュ』（13世紀、ジャン・ルナールの作ともされる）でも、アーサー王と怪猫との戦闘についての言及がある。エミール・フレモンやガストン・パリスの要約によれば、ガルランがドイツ人のギナンにチェスで勝利し、相手は挑発のためにアーサー王が奮戦の末に猫に殺されたなどという出鱈目を言い始める。
原文には解釈の余地があって、文法上は、ドイツ人がアーサー王が猫を殺したと逆の読み下しもできるが、しかし、状況を踏まえれば、その解釈はありえないとフレモンはしている。この点についてはガストン・パリスも同意見だった。 しかし英訳書(2008年)では、「アーサー王が猫に殺したという格言」と逆解釈を用いている。

## その他の英雄

### ロキフェル
武勲詩『ロキフェールの戦い』のなかで、シャパリュに遭遇するのは、レヌアール　(Rainouart) という騎士である。レヌアールは、そもそも異教徒だが、姉(?)のギボール（改宗前名オラブル）がギヨーム・ドランジュ (武勲詩)の妻となったのをきっかけに、キリスト教に改宗した。妻と死別し息子とも別離し、その悲しみようが慰むべくもないレヌアールの元に、三人の妖精がやってきて、アーサー王の国アヴァロンに連れて行く。
アーサーが、レヌアールと戦うようにしむけるカパリュは、次のような不幸な生い立ちであった。リュタン（妖精の一種）のグランガレは、フェー（妖精女）ブリュヌオル(?)にたいする恋覚めやらず、ついにオルコンの泉で行水中の彼女を無理やり犯してしまう。そして生まれたカパリュは美男子だったのだが、妖精女はその姿をみるたび辱めを思い出すので、これを醜い怪物の姿に変えてしまった。
この箇所ではカパリュは、目は赤く、「猫の頭と馬の胴体、グリフォンの爪（竜の足）と、獅子の尻尾、番犬ほどに鋭い歯」を持つとされている。

### オジェ・ル・ダノワ
オジェ・ル・ダノワ（デーン人オジェ）が、シャパリュと戦うという話が、ジャン・ドゥートルムーズ（ジャン・ド・プレ） 作『歴史の鑑』、および後期改作版のオジェ叙事詩物語にみつかる。上述のレヌアールによる『ロキフェールの戦い』における冒険と類似しており、ジャンがこの武勲詩を知っていたことは疑いがないが、改作（Rifacimento AやB）の作者らが借用したかは確たる証拠がない。
『歴史の鑑』によれば、オジェは西暦896、トリスト島（キプロスから航行9日の距離）に名馬パッスヴァンを従えて漂着する。オジェは多種の野獣やカピュリュ[ス]（「野生猫（ヤマネコ）と説明）と戦う。じつはカピュリュ[ス]の中身は人間、それもオジェの見習騎士ベノワ（の魂）で、オジェが目と目の間を叩くと解呪されるのだった。オジェはアーサー王やガウェイン卿とも戦うが、モルグ・ル・フェが息子オーベロンに召喚されえ現れて仲裁し、オジェを愉悦の城（Castel Plaisant）に誘う。
オジェ物語の叙事詩改作にも、アーサーや妖精モルグを巻き込む同様の展開がみられる（ただしガウェインが登場しない）。改作は「Rifacimento A種」として十音綴詩版と、B種
アレクサンドラン韻律（十二音綴）詩版が存在する。たとえば十音綴でも、シャパリュは元騎士が妖精〔フェー〕によってリュタンの姿にされた成れの果てであり、人間に戻ったあかつきに、オジェの騎士見習い（盾持ち）になると申し出た。
散文『オジエ』物語にも、カパリュスという名前は登場するが、そこでも猫ではなく、妖精〔リュタン〕の王という設定である。

## 美術

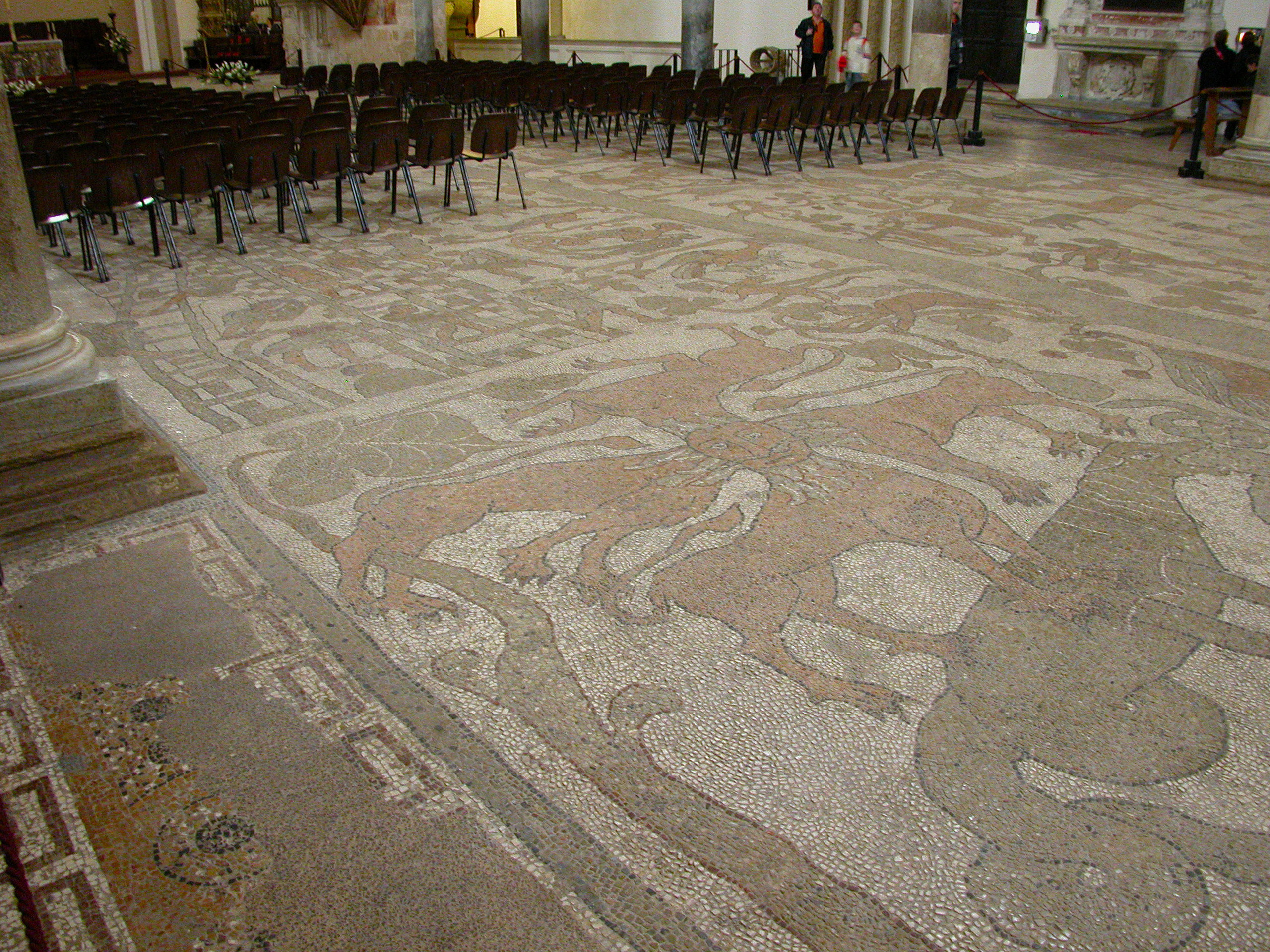
オトラント大聖堂のモザイク画の例（キャスパリーグとされている獣ではない）

南イタリアのオトラントにある騎乗したアーサー王（REX ARTVRVS）のモザイク画は有名だが、その近くに配置される珍獣のモザイク画は、キャス・パリーグのものだとする考察がある。その仮説では、アーサー王に立ち向かう斑点の猫似の獣がそれであり、また、王がまたがるヤギのような動物の後足あたりで、人間の喉元に食らいつく大型猫もそうだとしている。

## 地方伝説
流布本によれば、アーサー猫退治をおこなったのは現今スイスのローザンヌ付近で、勝利を記念してモン・デュ・ラック「湖山」をモン・デュ・シャ「猫山」と改名したとなっている。しかしスイスの学者エミール・フレモンが調査したところ、その近隣には該当する山名も伝承もなかった。しかし130km程南西のフランスサヴォワ県のブルジェ湖の左岸にモン・デュ・シャ山があり、その山麓にシュヴリュ(Chevelu)村があり、怪物猫が騎士と戦ったという伝説も19世紀まで伝わっていたFreymond (1899), pp. –。
この一帯には、モン・デュ・シャの外に「猫の牙」峰（ダン・デュ・シャ）、「猫の首」峠（コル・デュ・シャ）などの名で呼ばれる地形が散在する。

## 補注
1. ↑  中世のフランス語文学では、カパリュ Capalu, Capalus の綴りもシャパリュ Capalu等の綴りもあるが、概して現代発音風のシャパリュに統一する。
2. ↑  ゲスト夫人は注釈に寄せて、この三題詩を散文訳。原典は『ミヴィリア考古学(Myvr. Arch.)』第2シリーズの三題詩第56番（ヘルゲストの赤本版）だが、内容は Bromwich 編の第 26W 番とほぼ同じ。
3. ↑  現代英語訳の原文"his shield was polished against Palug's Cat"。
4. ↑  Matheson (1985), p. 86-88では、考察の典拠として Roberts, Brynley F., 'Rhai o Gerddi Ymddiddan Llyfr Du Caerfyrddin', in R. Bromwich and RB Jones, Astudiaethau ar yr hengerdd (Cardiff, 1978) p. 308, note on l.83 を、英訳例として Christine Haunch,  "His shield glinted against the Cat Palu" in Markale, King Arthur: King of Kings (London, 1977), p.134 を紹介している。
5. ↑  ダンバー城ちかくの大岩には、アセルスタン王の剣傷があるとも、ケイ卿 (Caius)が戦った大猫の爪痕があるとも口承されるという内容。この資料提示はSims-Williams (1991), p. 45, note 71 だが、こちらも（レイチェル・）ブロムウィッチ氏よりこの記述の存在を知ったとする。
6. ↑  中世でも広く伝わった作品として知られる:Paris (G.) (1888), p. 219: "la version plus réprandue du Merlin en prose", Paris (P.), Les Romans de la Table ronde, t. II, pp. 358–362"。
7. 1 2  フィリップ・ヴァルテールでは典拠は"Livre du Graal"とするが、これはランスロ＝聖杯サイクル（流布本）のヴァルテール共編本の題名であり、そのうち『メルラン物語』かは明記していない。マイケル・ハーニーの論文は、『メルラン物語』に登場するかたちのキャス・パリーグの云々とする。
8. ↑  原文 Capalu
9. ↑  フランス語原作があると思われるが残存していない作品例として、ドイツ詩『マヌエルとアマンデ』の断片が挙げられる(⇒#マヌエルとアマンデ)。
10. ↑  スー≒ソリドゥス≒シリング
11. ↑  古フランス語 cifle, フランス語: sifflement。
12. ↑  原文表記は"{\displaystyle {\overset {c}{\mathrm {.\;IIJ\;.} }}}"。
13. ↑  細かく言えば、テキストではコーンウォルの狩場園(Park in Cornwall) がグラストンべり近郊であるという記述が訂正され（"near Glastonbury"が赤インクで取消線され）、外欄に「トーレの狩場園」"Park in Torre"と附記される。
14. ↑  原文（中英語）"ordeynyd a shelde of glasse"。
15. ↑  原題Li Romanz des Franceis（ロマンツ・デス・フランツェイス？)
16. ↑  原文"Gato Paul"。『騎士シファールの書』にそのような言及があることは、マイケル・ハーニーの論文（Harney (2003)）では、リダ＝デ＝マルキエル（英語版）が先に指摘したとしている。だがすでにチャールズ・フィリップ・ワグナー（スペイン語版）(1903)、The Sources of El Cavallero Cifar, pp. 49-50でも言及されている。
17. ↑  原英訳:"the proverb about King Arthur killing the cat".
18. ↑  原文 "Chapalu", "Chapalus"。
19. ↑  この作品については、版本で一般公開されているのはル・ルー・ド・ランシーによる抜粋（Le Roux de Lincy, 1836 & 246-）であるが、底本を旧La Vallière No. 23 本（現在のフランス国立図書館所蔵 Français 24369-24370写本の二冊としているが、この写本は旧、Runeberg によればもっとも粗悪な2本であり、P. Paris が使った写本とは異なる。
20. ↑  P.パリスがHistoire littéraire 第XX巻の『ロキフェールの戦い』の要約で主に使用するのは、フランス国立図書館所蔵 Français 1448 (旧7535)写本で、シャパリュの描写は294葉裏あたり[34]である。異本の同 Français 368(旧6985)写本では230葉裏あたり[35]。後者（旧6985本）の『ロキフェールの戦い』ついては、P. パリスは別著Les manuscrits françois, p. 163で説明している。
21. ↑  フランス語：Gringalet。
22. ↑  ポーラン・パリスの原文では Brunehold、写本では Bruneholt 異本 Burhan。
23. ↑  "fontaine Orcon", Paris (P.) (1852), p. 537
24. ↑  Paris (P.) (1852), p. 537, Paris (G.) (1888), p. 220 によればグリフォンの爪ではなく竜の足"les pieds d'un dragon"だととれるが、1448 (旧7535)写本では「グリフォンの爪」とする箇所と、「竜の足」とする箇所が分かれている（294葉裏-195葉表 画像参照。294葉裏右列最終手前行では"ongles de g'fon"、 295葉表左列16行では"pies de dragõ"とある）。ル・ルー・ド・ランシーの版本では爪も足もグリフォン Le Roux de Lincy (1836), p. 254 "piez de gryphon"。
25. ↑  原文Ysle de Trist。
26. ↑  Passevent
27. ↑  原文Beneois。
28. ↑  原文Alberon。

## 関連書籍
- 渡邉浩司「アーサー王によるローザンヌ湖の怪猫退治とその神話的背景（『アーサー王の最初の武勲』787～794節）」、中央大学仏語仏文学研究会『仏語仏文学研究』第46号、2014年3月、pp.1-35.